# جولان (عربة مدرعة)
جولان (بالعبرية: גולן) هي عربة قتال مُدرَّعة رباعيَّة الدّفع (4X4)، تُستخدم نموذجاً لعربة قتال من إنتاج رفائيل- السلطة الإسرائيلية لتطوير الأسلحة والتقنية العسكرية، وشركة إنتاج العربات المدرّعة الأمريكيّة (Protected Vehicles Incorporated). تُستخدم هذه المركبة من أجل توفير حماية قُصوى، ومضمونة للمقاتلين الذين يستقلّونها، وللطّاقم الذي يقودها. يُمكن لهذه المركبة أن تُستخدم أيضاً كناقلة جُنود مُدرّعة، أو عربة إسعاف مُدرّعة، أو عربة للاستطلاع، وجمع المعلومات الاستخباريّة.
تمّ تصميم شكل هذه المركبة على صورة-V من أجل توفير الحماية لراكبيها، ولا سيّما من الألغام، والعبوات النّاسفة. كما صُمّمت هذه المركبة بحيث تستطيع استخدام درجات متعدِّدة من الحماية، منها الحماية السالبة، والحماية النشطة الفعّالة بحيث تستطيع الصّمود في وجه هجمات القذائف الصاروخيّة آر بي جي.

ابتاعت قوات مشاة البحريّة الأمريكيّة 60 عربة مدرّعة من نوع جولان، وكان من المفروض أن تُستخدم في القتال في العراق. وبعد هذه الصّفقة عُقدت صفقة أخرى كبيرة للجيش الأمريكي، وجيش الدّفاع الإسرائيلي، لكنّ وزارة الدّفاع الأمريكية ألغت الصّفقة، وتمّ التّخلّي عن هذه المُدرّعة في قوات مُشاة البحريّة الأمريكيّة.